# ديك ثورنتون (لاعب كرة قدم كندية)
ديك ثورنتون (بالإنجليزية: Dick Thornton)‏ هو لاعب كرة قدم كندية أمريكي، ولد في 1 نوفمبر 1939 في شيكاغو في الولايات المتحدة، وتوفي في 19 ديسمبر 2014 في مانيلا في الفلبين بسبب سرطان الرئة.